# Социјално осигурање
Социјално осигурање је облик социјалне политике и социјалне заштите којим се запосленима и члановима њихових породица гарантује материјално обезбеђење и здравствена заштита. Социјално осигурање укључује: здравствено осигурање, пензијско осигурање, инвалидско осигурање и осигурање за случај незапослености. Поред државног, може постојати и приватно.
Постоји обавезно осигурање код кога постоји законска обавеза послодаваца и запослених да уплаћују доприносе у одговарајуће фондове (ПИО, Здравствени фонд и тд.) и добровољно социјално осигурање код кога је уплаћивање доприноса засновано на добровољној бази.